# Klepikovsky (huyện)
Huyện Klepikovsky (tiếng Nga: ? райо́н) là một huyện hành chính tự quản (raion), của Tỉnh Ryazan, Nga. Huyện có diện tích 3221 kilômét vuông, dân số thời điểm ngày 1 tháng 1 năm 2000 là 31100 người. Trung tâm của huyện đóng ở Spas-Klepiki.